# Danais longipedunculata
Danais longipedunculata är en måreväxtart som beskrevs av Anne-Marie Homolle. Danais longipedunculata ingår i släktet Danais och familjen måreväxter. Inga underarter finns listade i Catalogue of Life.